# Estação Ferroviária de Oliveira de Azeméis
A Estação Ferroviária de Oliveira de Azeméis é uma interface da Linha do Vouga, que serve a cidade de Oliveira de Azeméis, na Área Metropolitana do Porto, em Portugal.

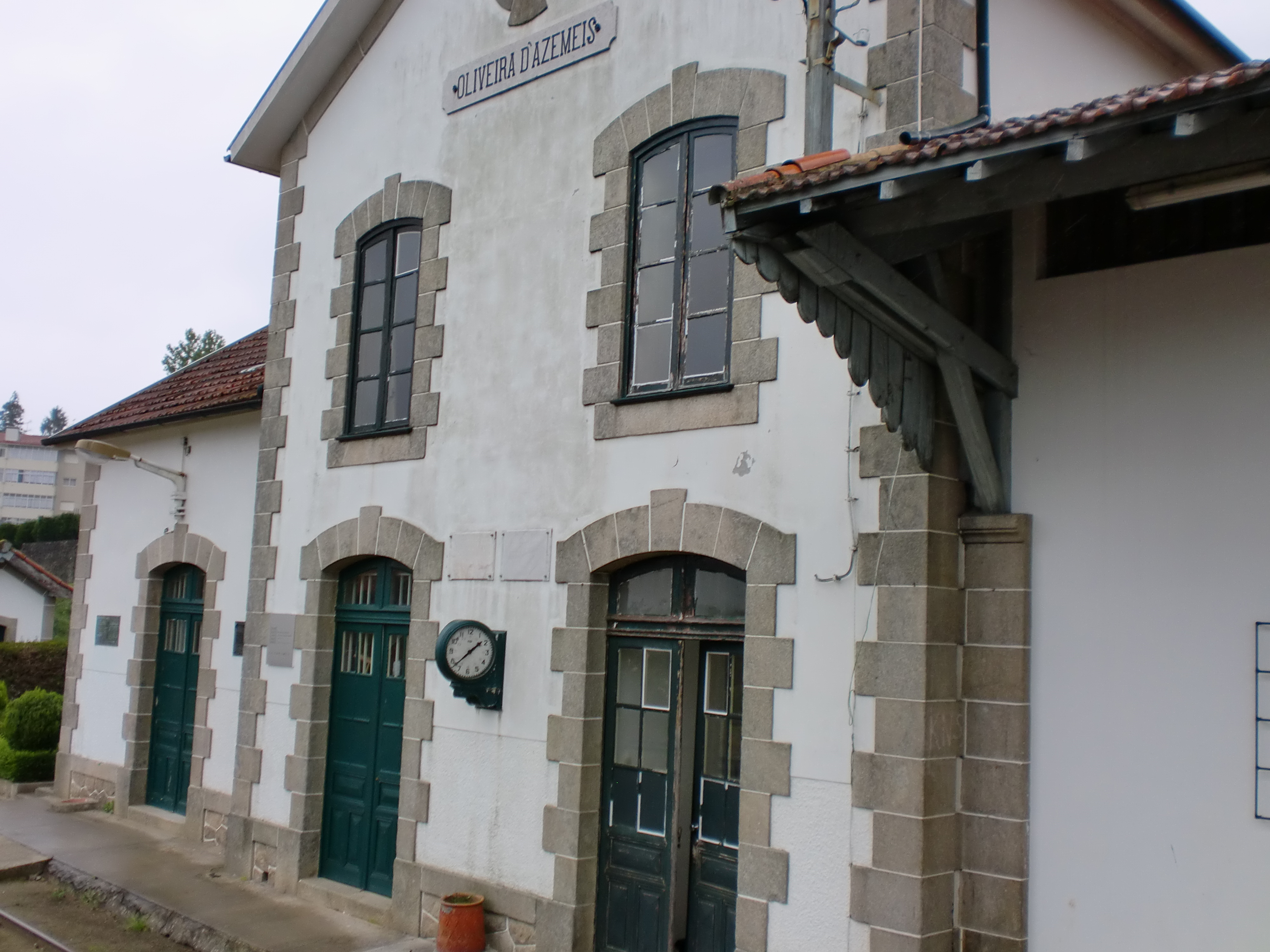
Oliveira de Azeméis, em 2010.

## Descrição

### Infraestrutura
A superfície dos carris (plano de rolamento) ao PK 32+800 situa-se à altitude de 18 200 cm acima do nível médio das águas do mar. O edifício de passageiros situa-se do lado nascente da via (lado esquerdo do sentido ascendente, para Viseu).

### Serviços
Em dados de 2022, Oliveira de Azeméis é servida por comboios de passageiros da C.P. de tipo regional, com oito circulações diárias em cada sentido, de e para Espinho-Vouga. Esta interface conta também com duas circulações diárias em cada sentido, de e para Sernada do Vouga: tal como nos restantes interfaces deste segmento da Linha do Vouga, encerrado desde 2013, este serviço é prestado por táxis ao serviço da C.P.

## História

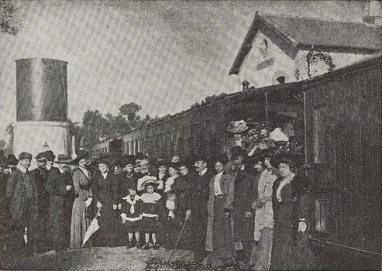
Inauguração da estação de Oliveira de Azeméis, em 21 de Dezembro de 1908.

Em Maio de 1894, o empresário Frederico Pereira Palha já tinha submetido o ante-projecto para a primeira secção do Caminho de Ferro do Valle do Vouga, entre Espinho e o Rio Caima. A estação em Oliveira de Azeméis seria a mais importante depois da de Espinho, devendo ser instalada junto à igreja e ao mercado, com acesso pela estrada de Ovar.
O primeiro troço da Linha do Vouga, entre Espinho e Oliveira de Azeméis, foi inaugurado em 21 de Dezembro de 1908, enquanto que a secção seguinte, até Albergaria-a-Velha, abriu à exploração em 1 de Abril de 1909.
Até pelo menos 1968 a estação de Oliveira de Azeméis tinha três vias de circulação e capacidade para manobras complexas; em 1999 esta estava já grandemente reduzida. O edifício da estação encontra-se encerrado ao público e vandalizado.[carece de fontes?]

Em 2013 os serviços ferroviários foram suspensos no troço entre Oliveira de Azeméis e Sernada do Vouga, por motivos de segurança, circulando apenas composições com fins técnicos (inspeção, manutenção, etc.), sendo o transporte de passageiros neste trajeto efetuado por táxis ao serviço da C.P. que frequentam locais próximos de cada estação e apeadeiro para tomadas e largadas.